# 黒瀬陽平
黒瀬 陽平（くろせ ようへい、1983年5月10日 - ）は、日本の美術家、美術批評家、アニメ評論家、美術予備校・新宿美術学院教師。『REVIEW HOUSE』編集委員。

## 略歴
高知県生まれ。2006年、京都造形芸術大学芸術学部情報デザイン学科卒業。2008年、東京藝術大学大学院美術研究科先端芸術表現専攻修士課程修了。
荻上チキとのインタビューによると、高知県の県展で高校1年生にて最年少入選し、3年生にて洋画、デザイン、立体の3部門を「制覇」した、という（それぞれの部門で入選しただけで、受賞などはしていない）。
2008年3月に『レビューハウス』創刊号に寄稿。4月に『思想地図』vol.1の公募論文が東浩紀の目に留まり美術批評家デビュー。
2010年4月に「カオス*ラウンジ宣言」を行った。宣言では、現代アートのあり方について「アートに神秘性などない。人間の知性も感性も内面も、すべては工学的に記述可能である。」などと批評した。2009年3月初出展の「カオス*ラウンジ」の代表は、当初、藤城嘘が務めていたが、現在では、黒瀬が務めている。
2010年、『文學界』にて新人小説月評を担当。同年、「芸大不合格者展」構想を提案。東京藝術大学の試験で落ちた受験生のデッサンや絵画を展示し、そのクオリティがいかに高いかを主張するものであり、東浩紀や村上隆らと、現代アートにおけるクリエイターの育成に芸大美大がどう関わり、どんな問題を抱えているか論争した。
アシスタントスタッフへのパワーハラスメント行為が発覚したことから、2020年7月24日付けにて代表社員を務めていた合同会社カオスラを退社。Twitter上で謝罪した。
2024年に訴訟結果についてを発表し、本件が終了した。

## 活動
- NO BORDER展（高知県立美術館、2002年）
- 個展（立体ギャラリー射手座、2004年）
- 京都アートアニュアル2004（京都造形芸術大学、2004年）
- カオス*ラウンジ2010 in 高橋コレクション日比谷（東京、2010年）
- カオス*ラウンジ新芸術祭2017 百五○年の孤独展（福島県いわき市、2017年）
- 現代美術ヤミ市 限りなくゴミに近いマテリアルの市（東京、BUCKLE KOBO、2018年）
- TOKYO 2021 慰霊のエンジニアリング展（東京、戸田ビル、2019年）
- お分かりでしょうけれど、私は画家であることをやめてはいません。（東京、2023年）

## 著書
- 『情報社会の情念―クリエイティブの条件を問う』NHKブックス 2013

### 論文
- 「『らき☆すた』──空転するメタ意識」（『REVIEW HOUSE』01、2008.03）
- 「キャラクターが、見ている。──アニメ表現論序説」（『思想地図』vol.1、2008.04）
- 「新しい「風景」の誕生──セカイ系物語と情念定型」（『思想地図』vol.4、2009.11）